# Tereza Sinigalia
Tereza Sinigalia (n. 16 aprilie 1941, București, România) este o specialistă în artă medievală, profesoară la Universitatea de Arte „George Enescu” din Iași.

## Scrieri
- Arhitectura civilă de zid din Țara Românească. Secolele XIV–XVIII, Editura Vremea, București, 2000;
- Mihai Viteazul – ctitor, Editura Vremea, București, 2001;
- Repertoriul arhitecturii de zid din Țara Românească. 1600–1680, Editura Vremea, București,  vol. I: 2002, vol. II: 2004, vol. III: 2005;
- Mănăstirea Probota, Editura Academiei Române, București, 2007,
- Monumente medievale din Bucovina, Asociația Art Conservation Support, București, 2010;
- Mănăstirea Dragomirna, Asociația Art Conservation Support, București, 2015.